# 戈达娜·冯雅克·诺瓦科维奇
戈达娜·冯雅克·诺瓦科维奇（1948年8月26日—），塞尔维亚裔美国生物医学工程师。她是哥伦比亚大学的大学教授，以及生物医学工程和医学科学米卡蒂基金会教授。她也是哥伦比亚大学干细胞和组织工程实验室的负责人。她是哥伦比亚大学欧文综合癌症中心和人类发展中心的教员。她也是贝尔格莱德大学的技术和冶金学院的荣誉教授，诺维萨德大学的荣誉教授，塔夫茨大学生物医学工程系的兼职教授。
她专注于人类组织工程的再生医学，干细胞研究和疾病建模。她和她的团队一起发表了380多篇科学论文，70本书章节和3本关于组织工程的书籍。冯雅克·诺瓦科维奇还在世界各地进行了380场受邀演讲，并被提名为100项已授权、已颁发和正在申请的专利的共同发明人。在这些专利的基础上，她共同创立了四家生物技术公司，分别是EpiBone、TARA Biosystems、Xylyx Bio和Immplacate Health。此外，她是联邦政府组织工程学和再生医学的常务顾问。